# Sapsan

Streckenverlauf

Unter der Bezeichnung Sapsan werden die Hochgeschwindigkeits-Elektrotriebwagen der Baureihen ЭВС1 (EWS1) und ЭВС2 (EWS2) der Russischen Eisenbahnen (RŽD) zusammengefasst. Vom Hersteller Siemens werden diese Baureihen Velaro RUS genannt (RUS für Russland). Beide bilden die dritte Generation auf Basis der Velaro-Plattform entwickelter Hochgeschwindigkeitszüge, die aus dem deutschen ICE 3 abgeleitet wurde. Sie erhielten zur Vermarktung die Bezeichnung Sapsan (russisch сапсан, Wanderfalke). Mit seinen verbreiterten Wagenkästen basiert der Sapsan auf dem Velaro CN (CRH3), fährt aber auf russischer Breitspur und ist insbesondere den speziellen klimatischen Bedingungen vor Ort angepasst.
Die ersten acht Triebzüge der Baureihe ЭВС2 sind Zweisystemzüge für Gleichstrom (3 kV) und Wechselstrom (25 kV, 50 Hz). Sie befinden sich seit Dezember 2009 im planmäßigen Verkehr. Die anschließende Baureihe ЭВС1 bestehend aus acht zehnteiligen Einsystem-Triebzügen ausschließlich für Gleichstrom (3 kV) nahm 2014 ihren Betrieb auf.

## Planungen
Im Jahr 2002 war das Projekt der RŽD-Baureihe ЭС250 gescheitert.
Am 21. Dezember 2004 schlossen Siemens, die RŽD und die russische Firmengruppe Neue Transporttechnologien (NTT), unter Anwesenheit von Bundeskanzler Schröder und Staatspräsident Putin, ein Abkommen zur gemeinsamen Entwicklung und Fertigung von zunächst 60 Hochgeschwindigkeitszügen. Bei der Entwicklung sollten Siemens und NTT zusammenarbeiten, die Fertigung sollte weitgehend in Russland erfolgen. Die Fertigstellung des ersten Zuges wurde für 2007 erwartet, der Gesamtauftragswert belief sich auf rund 1,5 Milliarden Euro. Darüber hinaus wurde eine Option für weitere 90 Züge vereinbart. Arbeitsgruppen klärten technische, organisatorische und finanzielle Fragen.
Am 10. April 2005 (andere Quelle: 11. April 2005) schlossen Siemens und die RŽD, im Beisein von Schröder und Putin, in Hannover einen Vertrag über die Entwicklung von Hochgeschwindigkeitszügen für Russland. Im Rahmen dieses Papiers wurde die Entwicklung und Projektierung ebenso geregelt, wie das Lokalisierungskonzept und die Struktur eines später zu schließenden Liefervertrages. Die Entwicklungskosten wurden mit 40 Millionen Euro veranschlagt. Der ursprünglich auf den Entwicklungsvertrag aufbauende Liefervertrag, der im Sommer 2005 geschlossen werden sollte, hätte die Lieferung von 60 Zügen, bei einem Projektvolumen von 1,5 Milliarden Euro, umfasst. Die Auslieferung des ersten Zuges war für Ende 2007 vorgesehen. Präsident Putin kündigte an, die Siemens-Werke in Deutschland könnten mit Aufträgen aus Russland bis 2015 ausgelastet werden.
Ende 2005 berichteten Medien, der neue RZD-Chef Jakunin wolle das Volumen des geplanten Auftrags auf sechs Züge kürzen.

### Erste Bauserie
Am 18. Mai 2006 wurden in Sotschi die Verträge über die Lieferung von acht zehnteiligen Hochgeschwindigkeitszügen vom Typ Velaro RUS zwischen dem Betreiber RŽD und dem Geschäftsbereich Siemens Mobility unterzeichnet.
Im April 2006 wurde ein Modell eines Endwagens im Maßstab 1:1, ein sogenanntes Mock-up, in Auftrag gegeben, drei Monate später in Augsburg fertiggestellt und am 3. August 2006 in St. Petersburg präsentiert. Am 23. April 2007 folgte in Moskau die Unterzeichnung eines Wartungsvertrages der Züge für die Dauer von 30 Jahren – der Auftrag mit der bisher längsten Laufzeit in Russland. Diese Wartung, für die der Hersteller voll verantwortlich zeichnet, findet im Instandhaltungswerk Metallostroy, südöstlich von St. Petersburg, statt. Anfang Juni 2008 wurde dort Richtfest gefeiert. Neben einem dreigliedrigen Werkstattkomplex entstanden eine Außen- und Innenreinigungsanlage sowie eine Unterflurradsatzdrehmaschine und -prüfanlage. Inzwischen (Stand: 2012) sind dort 70 Mitarbeiter beschäftigt, darunter 40 Mitarbeiter von Siemens (davon 6 aus Deutschland) und 30 von der Russischen Staatsbahn geliehene Arbeiter.
Der Präsident der Russischen Staatsbahn, Wladimir Jakunin, setzte am 20. Juli 2007 im Siemenswerk in Krefeld-Uerdingen symbolisch die Produktion des Velaro RUS in Gang. Der Auftragswert beträgt rund 630 Millionen Euro, davon 276 Millionen für die Lieferung der Züge und 354,1 Millionen für den Wartungsvertrag. Zur Finanzierung der Triebzüge nahm die RZD im Januar 2008 bei der Deutschen Bank einen Kredit über 422 Millionen US-Dollar auf.

### Zweite Bauserie
Am 17. Dezember 2011 wurden weitere acht zehnteilige 3-kV-Einsystem-Triebzüge (mit Vorbereitung für 25 kV/50 Hz) durch die Russische Staatsbahn RŽD beauftragt. Der Auftrag beinhaltet einen Instandhaltungsvertrag für die Dauer von 30 Jahren und beläuft sich über einen Gesamtwert von rund 600 Millionen Euro. Die Fertigung der Züge findet im Siemens-Werk in Krefeld-Uerdingen statt.
Der erste Wagen eines zehnteiligen Triebzuges bietet 19 Sitze in der Premiumklasse sowie eine VIP-Lounge hinter dem Führerstand mit vier Sitzen an einem Tisch. Der zweite Wagen verfügt über 52 Sitze in der Businessklasse und einen Servicebereich. Die anderen acht Wagen halten je bis zu 66 Sitzplätze in der Touristenklasse bereit.
Am 3. Dezember 2012 wurde die Fertigung der acht neuen Züge durch Vertreter von Auftragnehmer und -geber im Siemens-Werk Krefeld-Uerdingen gestartet. Die Züge der zweiten Bauserie sollen ab Januar 2014 in Betrieb genommen werden und ab Oktober 2014 auf der Strecke Sankt Petersburg–Moskau und weiter bis Wladimir verkehren, wobei Fahrten in Doppeltraktion vorgesehen sind. Dazu erhalten die Züge Scharfenberg-Frontkupplungen vom Typ 10 mit Adaptern auf SA-3, um von einer Lokomotive geschleppt bzw. rangiert werden zu können. Die Triebzüge können auch mit Fahrzeugen der ersten Bauserie gekuppelt werden.
Mitte Dezember 2013 ist der erste Triebzug der zweiten Bauserie über den Seeweg, siehe Absatz Produktion und Auslieferung, in Sankt Petersburg angekommen.
Laut Angaben von Siemens vom Februar 2018 liefen Verhandlungen über elf neue Triebzüge und zusätzliche Wagen für die Bestandsflotte.

### Dritte Bauserie
Im Juni 2019 erteilte die Russische Staatsbahn einen Auftrag von 13 weiteren zehnteiligen Triebzügen für die Strecke Sankt Petersburg–Moskau. Einschließlich Instandhaltung für 30 Jahre beträgt der Auftragswert 1,1 Milliarden Euro. Beauftragt wurden Siemens Mobility und Ural Locomotives, ein Joint Venture der Sinara Group und der Siemens AG.
Die Auslieferung wurde im März 2022 aufgrund des russischen Überfalls auf die Ukraine gestoppt. Bis dahin waren vier Triebzüge ausgeliefert worden, fünf weitere im Bau. Diese Triebzüge wurden fertiggestellt und eingelagert. Die vier übrigen Triebzüge werden nicht mehr gebaut.

## Produktion und Auslieferung
Die Konstruktions- und Projektierungsarbeiten erfolgten in Erlangen und Krefeld. Rohbau und Endmontage fanden in Krefeld-Uerdingen statt. Die Drehgestelle stammen von Siemens in Graz.
Die ersten Wagen des Velaro RUS wurden Anfang 2008 in Krefeld montiert. Offiziell vorgestellt hatte man die ersten drei Wagen des ersten Zuges auf der Schienenfahrzeugmesse InnoTrans am 23. September 2008 in Berlin. Der erste vollständige Mehrsystemzug wurde am 13. November 2008 über den Fährhafen Sassnitz-Mukran von der Insel Rügen nach Ust-Luga in Russland verschifft. Zuvor musste der Zug auf der Straße von Krefeld nach Rügen transportiert werden. Erst in Sassnitz-Mukran, dem einzigen deutschen Fährhafen mit russischer Breitspur, konnte der Zug aufgegleist und in zwei Zugteilen auf die Fähre Vilnius gerollt werden. Auf diesen Wegen erfolgte auch die Auslieferung aller weiteren Züge, wobei auf die vier Mehrsystem-Einheiten die vier Einsystem-Einheiten folgten. Am 26. Dezember 2008 wurde der erste Zug am Moskauer Bahnhof in St. Petersburg vorgestellt. Inbetriebsetzung und Prüfungen finden im Depot in St. Petersburg sowie auf der Strecke zwischen Moskau und St. Petersburg, auf dem Versuchsbahnring in Schtscherbinka und auf Hochgeschwindigkeits-Versuchsstrecken in Beloretschensk statt.
Am 22. Dezember 2009 wurde der letzte der acht Züge des ersten Lieferloses verschifft.
Im Februar 2014 begann die Auslieferung der zweiten Bauserie. Dazu wurden die Wagen im Hafen Krefeld-Uerdingen auf ein Binnenschiff verladen und nach Amsterdam transportiert. Von dort erfolgte der Transport auf dem Seeweg über Sassnitz (Umladung auf Breitspur-Eisenbahnfähre) nach Ust-Luga.

## Betrieb

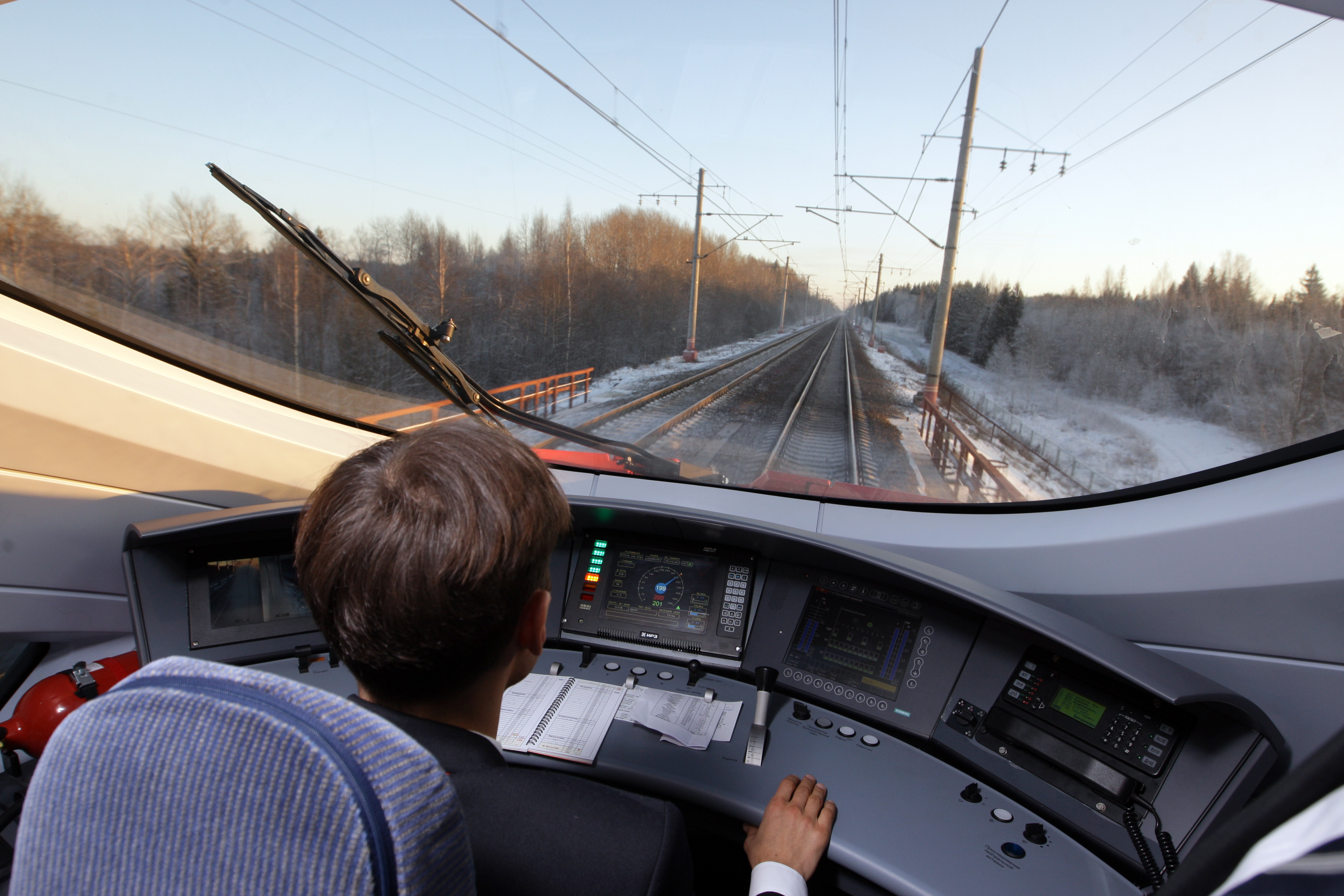
Blick aus dem Führerstand

Am 2. Mai 2009 stellte ein Sapsan bei einer Testfahrt einen Geschwindigkeitsrekord von 281 km/h auf, was die bis dahin höchste Geschwindigkeit auf einer russischen Bahnstrecke bedeutet. Auf der Strecke St. Petersburg–Moskau, zwischen Okulowka und Mstinski Most übertraf der in Serie gefertigte Zug damit seine zugelassene Höchstgeschwindigkeit um rund 10 Prozent. Am 2. August 2009 fand im Beisein des Präsidenten der Russischen Staatsbahn, Wladimir Jakunin, die Jungfernfahrt auf der Strecke St. Petersburg–Moskau statt.
Unmittelbar vor der Eröffnungsfahrt kam der Sapsan bereits am 27. November 2009 zur Rettung der Verletzten des Terroranschlags auf den Newski-Express zum Einsatz.
Zum Betriebsstart gab es einige technische Probleme, die zu Verspätungen von bis zu 45 Minuten führten. Die russische Staatsbahn drohte Siemens mit Strafzahlungen. Als im Dezember 2009 infolge eines Motorschadens ein Zug 45 Minuten zu spät am Ziel ankam, forderte Jakunin eine Entschädigung von Siemens, die das Unternehmen bezahlte.
Der Radsatzverschleiß an den Zügen erwies sich in den ersten Monaten als unerwartet hoch.
Zum 5. April 2010 wurde die Fahrzeit aufgrund von Bauarbeiten und dichter belegter Trassen von 225 auf 235 bis 285 Minuten angehoben, gleichzeitig das Angebot von drei auf fünf Zugpaare pro Tag erhöht. Die durchschnittliche Auslastung lag im Mai 2010 bei mehr als 90 Prozent.
Seit dem 30. Juli 2010 verkehren die Sapsan-Züge auch zwischen St. Petersburg und Nischni Nowgorod (über Moskau). Sie benötigen hierfür 8 Stunden und 5 Minuten. Bisher waren 15 Stunden erforderlich. Nur die wechselstromfähigen Mehrsystemzüge befahren dabei die gesamte Strecke, die Einsystemzüge fahren nur bis Wladimir, das etwa auf halber Strecke liegt.
Als im März 2011 ein Zug infolge vereister Ventile zwei Stunden Verspätung erlitt und dies die dritte Verzögerung von mehr als fünf Minuten binnen eines Monats war, beschwerte sich Jakunin direkt beim damaligen Siemens-Vorstandschef Peter Löscher. Daraufhin wurde nach Angaben von Siemens Maßnahmen zur besseren Winterfestigkeit ergriffen.
Die vertraglich vereinbarte Verfügbarkeit von 98 Prozent sei laut Hersteller-Angaben stets deutlich übertroffen worden (Stand: Dezember 2012).
Die Züge werden häufig mit Steinen beworfen. Als Ursache gilt der Umstand, dass das Verkehrsangebot und die Fahrzeiten auf verschiedenen Vorortlinien für den Betrieb des Hochgeschwindigkeitszugs eingeschränkt wurden. Pro Jahr werden infolgedessen bis zu 150 Fensterscheiben im Betriebswerk getauscht.
Laut einem Bericht von Anfang 2015 wurden „vor kurzer Zeit“ Sapsan-Züge mit 20 Wagen und einer Länge von rund 500 m in Betrieb genommen.

### Linien

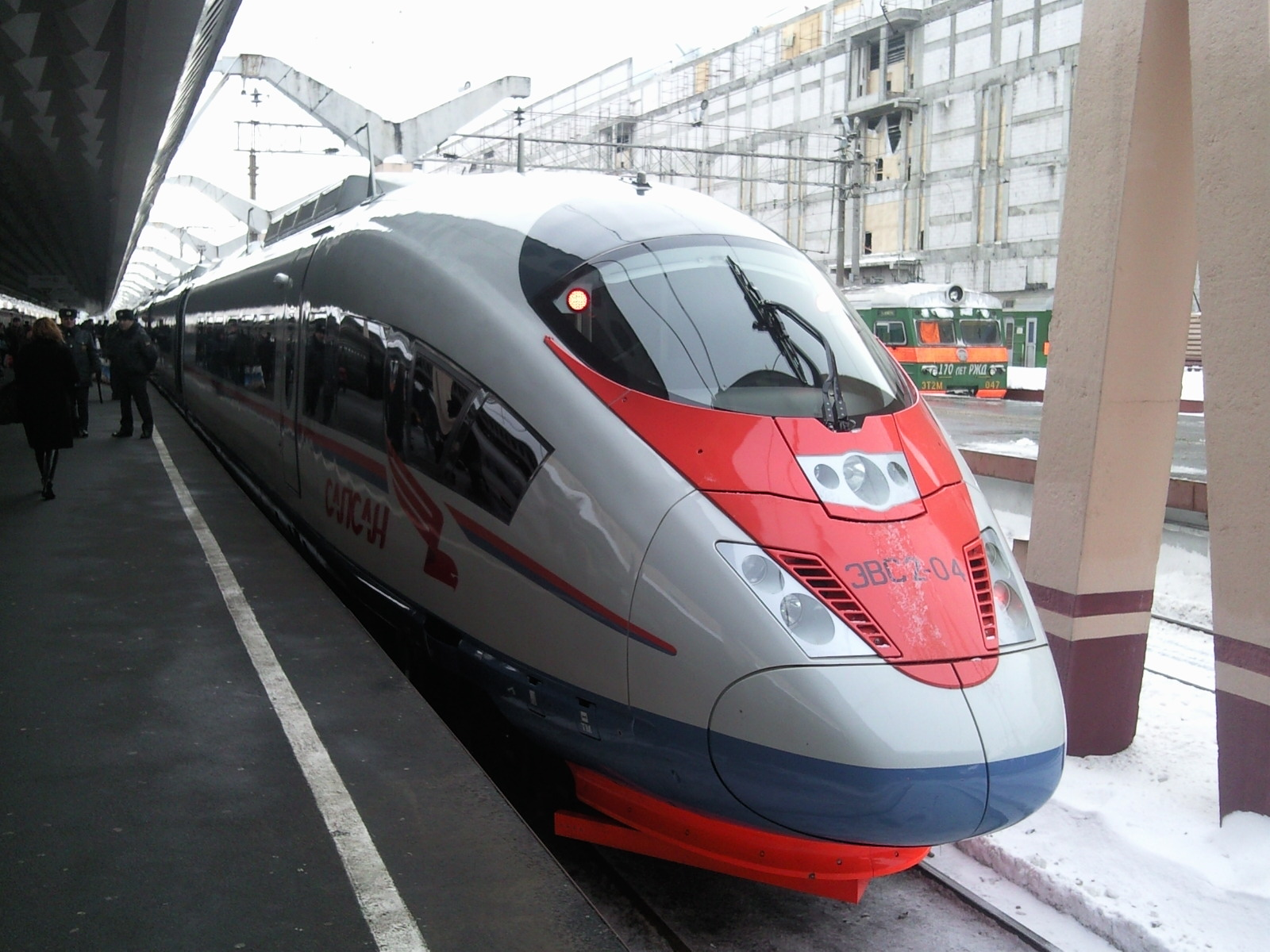
Sapsan im Bahnhof Sankt Petersburg

Die Triebzüge werden seit 17. Dezember 2009 im Regelbetrieb zwischen Moskau und St. Petersburg eingesetzt. Die ersten fünf für die russische Breitspur von 1520 Millimetern konstruierten Triebzüge mit einer Gesamtlänge von 250,3 Metern verkehren seit dem 17. Dezember 2009 auf der Bahnstrecke Sankt Petersburg–Moskau mit 250 km/h im Fahrgastbetrieb.
Auf dieser mit 3 kV Gleichstrom elektrifizierten Strecke benötigen die Einsystemzüge rund 3 Stunden und 40 Minuten zwischen Moskau und Sankt Petersburg ohne Zwischenstopp bzw. bis zu 4 Stunden und 10 Minuten bei Zwischenstopps in Tschudowo, Okulowka, Bologoje, W. Wolotschek und Twer. Bislang betrug die Fahrtzeit für diese Strecke zwischen 4,5 und 8 Stunden. 
Die Mehrsystemzüge, darunter die letzten drei jeweils im März, im April und im Juli 2010 in Betrieb gegangenen Fahrzeuge, verkehren auf der bestehenden 442 Kilometer langen Strecke Moskau–Nischni Nowgorod zunächst mit einer Höchstgeschwindigkeit von 160 km/h in 3 Stunden und 55 Minuten. Der Verlauf der Strecke zwischen den Städten Wladimir und Nischni Nowgorod kann nur von den 25 kV-fähigen Zweisystemzügen der ersten Bauserie befahren werden. Bedienbar sind Bahnsteighöhen zwischen 1.100 und 1.300 Millimetern.

## Technik
Der Sapsan muss sowohl europäische als auch russische Normen erfüllen. Die russische Bahngesellschaft RZD hatte Institute beauftragt, die die festgeschriebenen technischen Anforderungen an die Triebzüge umsetzten und prüften. Im Gegensatz zu europäischen Triebzügen war auch eine Zulassung der einzelnen Komponenten notwendig. Den besonderen russischen Anforderungen an elektromagnetische Verträglichkeit wurde durch eine Vielzahl von Maßnahmen Rechnung getragen.
Neben beispielsweise der wesentlichen Leistungserhöhung der Scheinwerfer mussten die Züge den besonderen klimatischen Anforderungen angepasst werden. Sie sind so ausgelegt, dass sie bis zu einer Außentemperatur von −40 °C uneingeschränkt betriebsfähig sein müssen, sicherheitsrelevante Systeme bis −50 °C. Das wird allein durch spezielle Materialien erreicht, um zusätzliche Heizungen einzusparen. Die Klimaanlage gewährleistet bei Außenverhältnissen von −40 °C bis +27 °C eine Innenraumtemperatur von 22 °C. Der Führerstand ist separat klimatisiert und hat eine zusätzliche Fußheizung. Bei Ausfall des Bordnetzes kann der Zug direkt aus der Oberleitung beheizt werden. Die Kühlung der Unterflurkomponenten erfolgt über Luftführungskanäle vom Wagendach aus, um Probleme mit Flugschnee zu vermeiden.
Es gibt vier Einsystemzüge (plus acht Züge der zweiten Bauserie) für den Betrieb mit 3 kV Gleichstrom und vier Zweisystemzüge für zusätzlich 25 kV/50 Hz Wechselstrom, vorbereitet für Höchstgeschwindigkeiten von bis zu 330 km/h. In den Zweisystemfahrzeugen sind die Spannungssysteme komplett elektrisch getrennt. Bei Wechselstromversorgung wird im Normalbetrieb mit einem von zwei dafür vorgesehenen Oberleitungsstromabnehmern gefahren, im Gleichstrombetrieb mit zwei von vier dafür vorgesehenen Abnehmern. Alle Stromabnehmer sind die gleichen, die auch im Velaro E verwendet werden, wurden aber durch entsprechende Materialien für einen Betrieb bis zu −50 °C angepasst. Die ebenfalls angepasste Breite der Stromwippe beträgt 1950 mm. Das Bordnetz kann auch bei einem Wechsel der Fahrdrahtspannung ohne Umschalten weiter aus einem netzunabhängigen Traktionsstromrichter versorgt werden. Während der Durchfahrt solcher Trennstellen kann auch auf die Energierückspeisung der Fahrmotoren zurückgegriffen werden.
Ein- und Zweisystemvarianten bieten bei einer Gesamtlänge von 250 Metern 604 Fahrgästen Platz, davon 104 in zwei Business- und 500 in acht Touristenklassewagen. Die 1.-Klasse-Bereiche, mit den beiden Lounges, sind dabei an den beiden Zugenden angebracht. Ein Catering-Service und ein Bistro stehen zur Verfügung. Die Glastrennwand zwischen Führer- und Fahrgastraum lässt sich vom Fahrer nach Bedarf elektrisch durchsichtig oder milchig schalten. Sowohl innen als auch außen sind die Züge mit einer Videoüberwachung ausgerüstet.
Die Triebzüge verfügten zunächst über SA3-Kupplungen an beiden Endwagen, da sie zunächst nicht planmäßig in Doppeltraktion verkehrten. Mittlerweile sind die Triebzüge aber für den Betrieb in Doppeltraktion auf Scharfenbergkupplungen umgerüstet worden. Um zusätzlichen Platz im Führerstand zu schaffen, der nach russischen Bestimmungen bei Fahrten über drei Stunden auch die Bedienung des Zuges mit stehendem Lokführer bis zu einer Körpergröße von 190 cm ermöglichen muss, wurde die Kopfform verändert. Da das russische Eisenbahnwesen keine Sicherheitsfahrschaltung kennt, schreibt die dortige Fahrdienstvorschrift die Anwesenheit eines Beimannes – zusätzlich zum fahrenden Lokführer – vor. Im Gegensatz zum Velaro China hat der russische Velaro trotz gleicher Wagenkastenbreite in beiden Wagenklassen die Sitzkonfiguration 2+2. Insgesamt sind 13 Standardtoiletten auf alle Mittelwagen verteilt, eine weitere ist behindertengerecht in der Mitte des Zuges ausgeführt. Die Außentüren haben eine lichte Weite von 900 mm und eine lichte Höhe von 2050 mm.
Jede Zughälfte von fünf Wagen besitzt eine selbständig funktionierende Traktionsanlage, deren Komponenten gleichmäßig über alle Wagen unterflur verteilt angebracht sind. Beide Traktionsanlagen haben identische Leistungseinheiten, beispielsweise für Antriebs- und Bremssteuerung, wobei bei Ausfall einer Einheit die anderen weiterarbeiten und 75 Prozent der Traktions- und Bremsleistung des Zuges aufrechterhalten können. Im zehnteiligen Zug gibt es 16 Antriebseinheiten in acht Wagen, die den Fahrmotor, Getriebe und Kupplung beinhalten. Die beiden mittleren Wagen sind nicht angetrieben. Die Fahrmotoren sind quer in den Triebdrehgestellen angeordnet. Hauptbremse ist eine verschleißfreie, generatorische Bremse durch den Betrieb des Fahrmotors in jedem Triebdrehgestell. Sie lässt eine Energierückgewinnung zu. Eine weitere Bremse in den Triebdrehgestellen ist eine pneumatische Reibungsbremse mit Radscheibenbremsen. Zusätzlich befinden sich je drei Wellenscheibenbremsen auf jeder Achse der Laufdrehgestelle. Als Feststellbremse im Stand gibt es Federspeicherbremsen in jedem einzelnen Wagen.
Die russische Betriebsleittechnik und der russische Zugfunk wurden für den Einsatz des Sapsan weiterentwickelt. Die bisherigen russischen Frequenzen von 2 MHz, 160 MHz sowie die 460 MHz des TETRA-Standards sind in einem Drei-Band-System für Fahrer und Beimann integriert. Für die Betriebsleittechnik kommt ein neuer Bildschirm zum Einsatz.
Die zehnteiligen Triebzüge sind für Bogenradien von 150 Metern geeignet, bei S-Kurven von 200 Metern.

## Ansichten

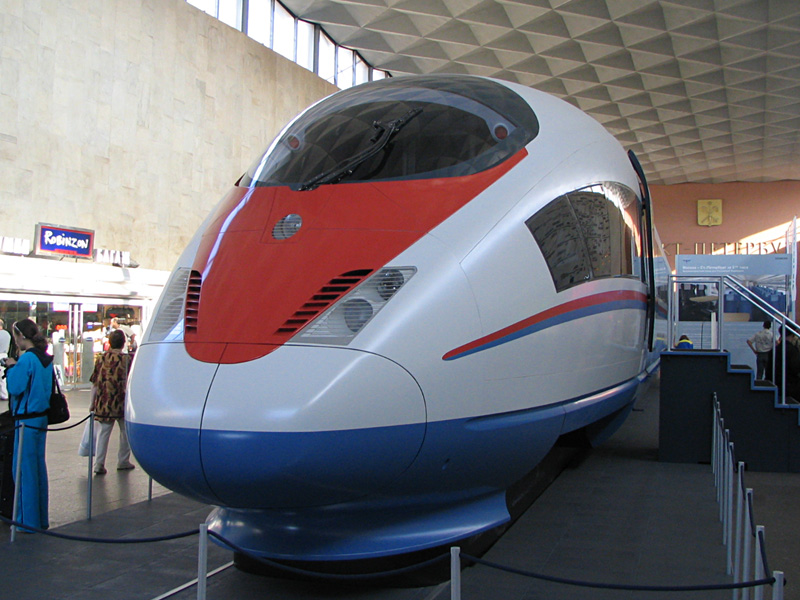
Mock-up, präsentiert im Moskauer Bahnhof in Sankt Petersburg (2006)
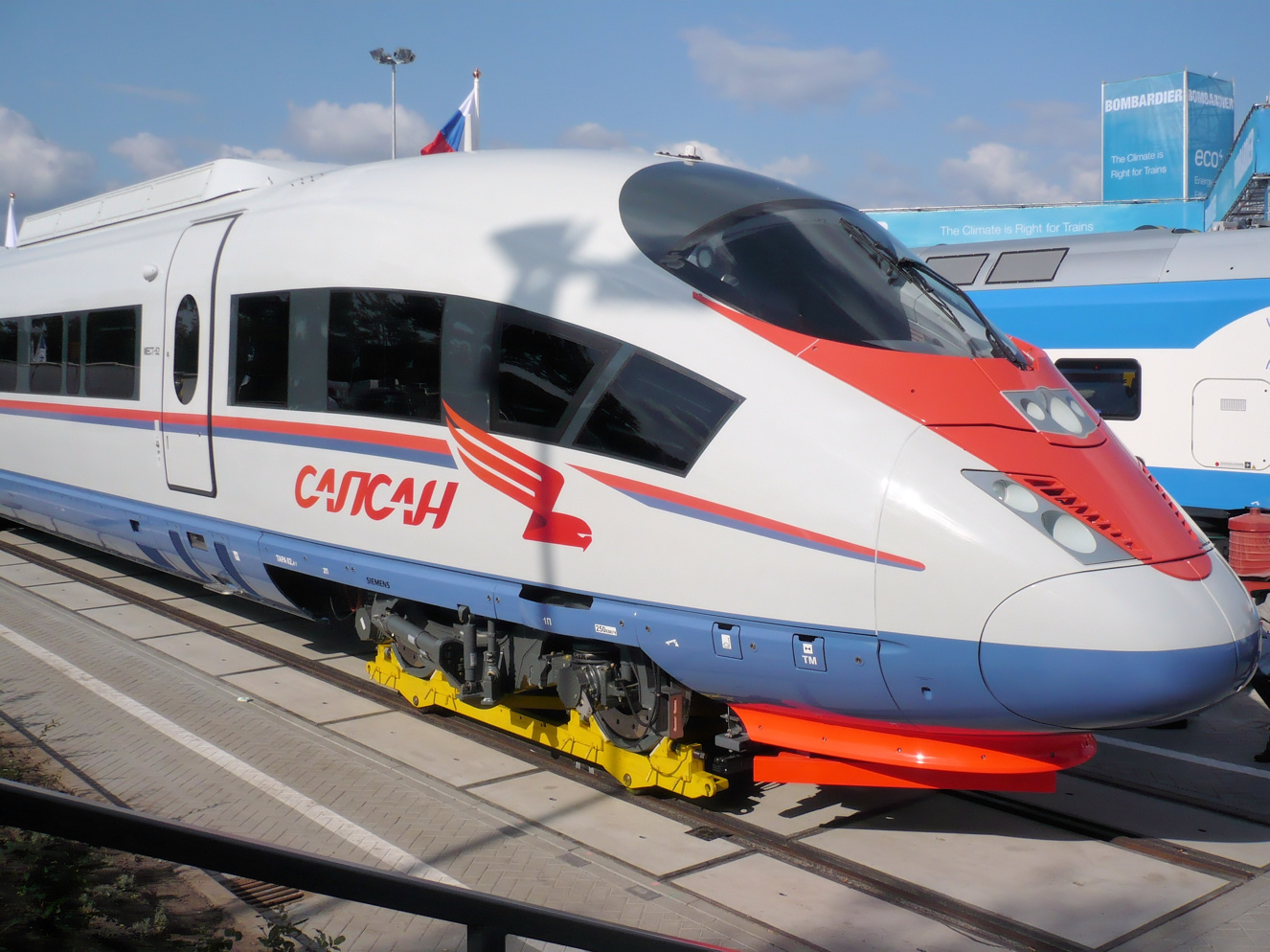
Präsentation der ersten drei Wagen auf der InnoTrans 2008 auf Adaptergestell
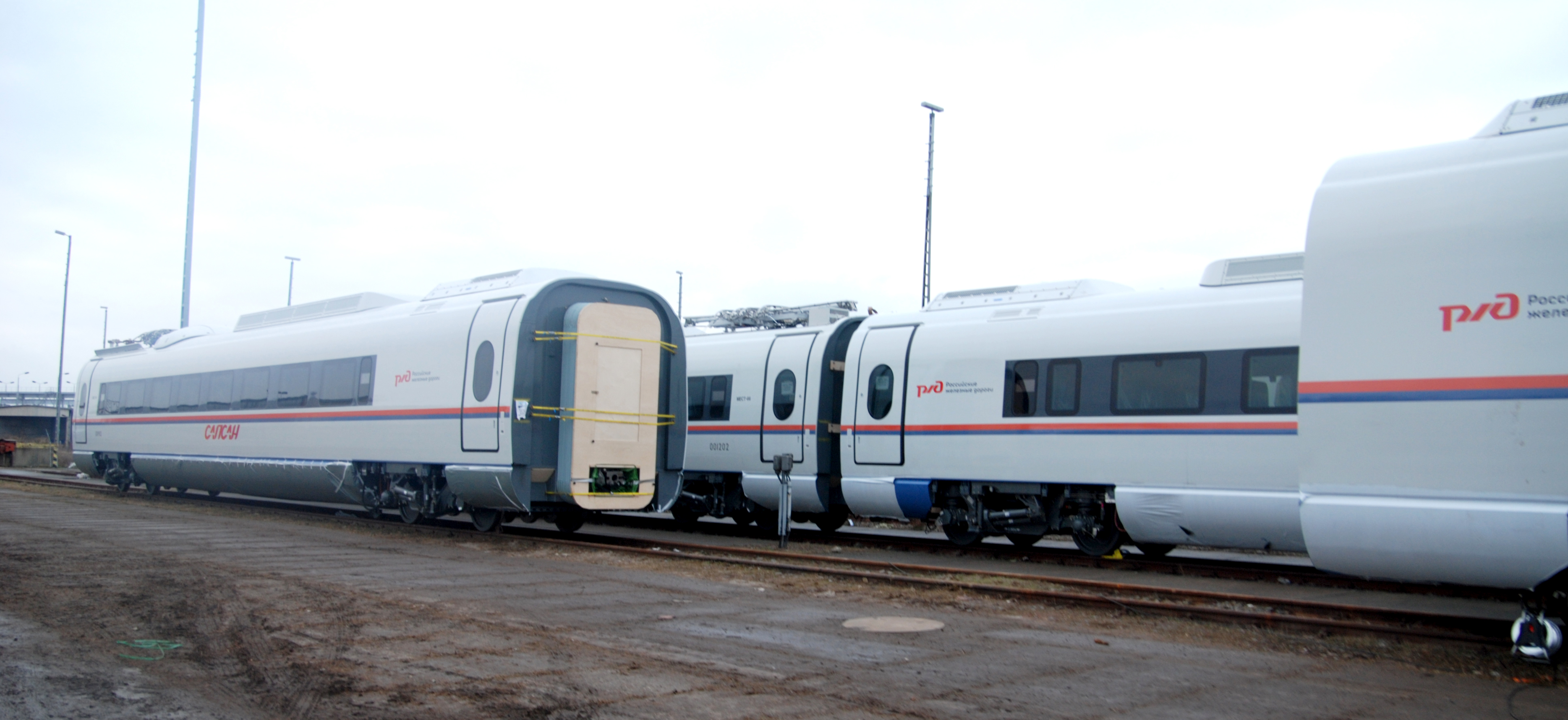
Auslieferung am Mukraner Fährhafen im Januar 2009
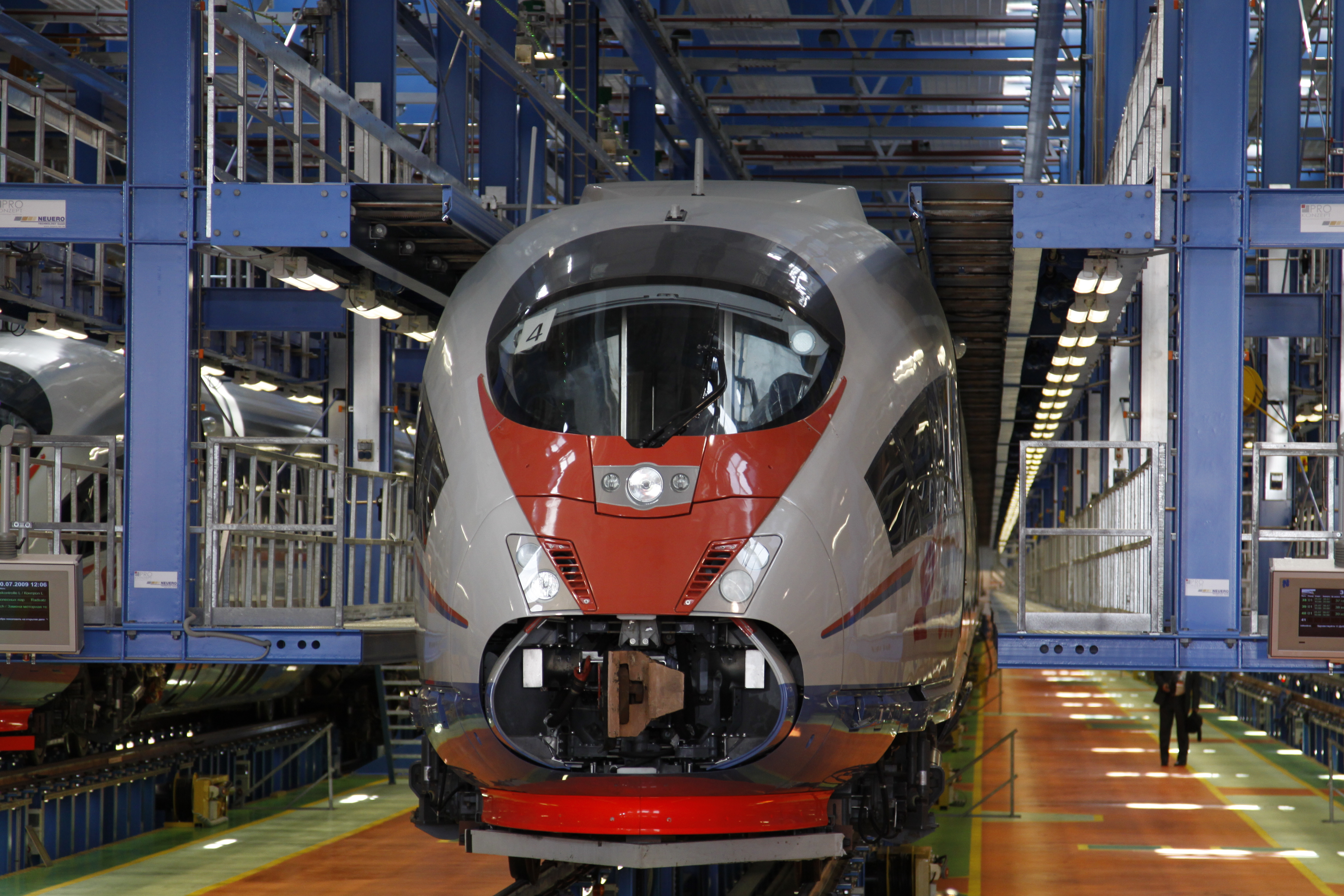
Im Betriebswerk Metallostroy, südöstlich von St. Petersburg